# Georgi Atanasov (politicus)
Georgi Ivanov Atanasov (Bulgaars: Георги Иванов Атанасов) (Pravoslaven (Parvomaï), 25 juli 1933 – Sofia, 31 maart 2022) was een politicus uit Bulgarije. Hij was van 1986 tot 1990 premier van de Volksrepubliek Bulgarije.

## Levensloop
Atanasov studeerde aan de Universiteit van Sofia en werd in 1956 lid van de Bulgaarse Communistische Partij. In 1966 werd hij gekozen in het centraal comité van de partij en tot 1976 leidde hij de onderwijsafdeling van deze partij. Op 21 maart 1986 volgde hij Grisja Filipov op als voorzitter van de ministerraad. Hij speelde - samen met Petar Mladenov - een belangrijke rol bij de omverwerping van de leider van de communistische partij, Todor Zjivkov, op 10 november 1989. In de laatste weken van zijn ambtstermijn beloofde hij meer rechten voor de minderheden in Bulgarije, met name de Turkse minderheid. Op 3 februari 1990 droeg hij het ambt van premier over aan de voormalige minister van Buitenlandse Economische Betrekkingen in zijn kabinet, Andrej Loekanov.
In november 1992 werd Atanasov tot tien jaar gevangenisstraf veroordeeld wegens verduistering. In 1994 werd hem echter gratie verleend vanwege zijn verslechterde gezondheidstoestand.
Atanasov overleed op 31 maart 2022 op 88-jarige leeftijd (en 249 dagen). Hiermee was Atanasov de op één na langstlevende premier van Bulgarije. Alleen Stojan Danev (1858-1949) leefde langer (91 jaar en 183 dagen).

## Onderscheidingen
Atanasov ontving verschillende prijzen en onderscheidingen, waaronder:
- Orde van Georgi Dimitrov
- Orde van Karl Marx (in 1988)